# Тулейнский университет
Тулейнский университет или Университет Тулейн (англ. Tulane University, официальное название — Тулейнский университет Луизианы англ. The Tulane University of Louisiana, или просто TU) — частный исследовательский университет, расположенный в городе Новый Орлеан, Луизиана, США. 
Основан в 1834 году как государственный медицинский колледж. В 1847 г. колледж получил статус университета и в 1884 году был приватизирован Полом Тулейном (англ.) и Джозефиной Ньюкомб.
Тулейнский университет является членом Ассоциации американских университетов и Южной лиги плюща (см. Лига плюща).

## Факультеты
- Архитектурный факультет
- Школа бизнеса Фримена
- Факультет продолжающегося обучения
- Школа права
- Школа искусств
- Медицинский факультет
- Колледж Ньюкомб-Тулейн
- Факультет общественного здоровья и тропической медицины
- Факультет естественных наук и инженерии
- Факультет социальной работы

## Известные выпускники
См. категорию «Выпускники Тулейнского университета»